# Миливоје Иванишевић
Миливоје Бата Иванишевић (Грачаница испод планине Озрен, 1932) српски је публициста и активиста. је оснивач и председник Института за истраживање српских страдања у XX вијеку (бивши „Центар за истраживање злочина над српским народом“). Иванишевић је Сенатор Републике Српске од 1996. године. Члан је правног тима за одбрану бившег председника Републике Српске Радована Караџића. Био је шеф експертске групе од 97 људи у организацији удружења „Слобода“ за помоћ одбрани на пољу документације током суђења Слободану Милошевићу.

## Биографија
Миливоје Бата Иванишевић је рођен у Грачаници испод планине Озрен. Обоје његових родитеља су били партизани, а отац му је погинуо за вријеме Другог свјетског рата. Након Другог свјетског рата долази са мајком у Београд гдје се и школовао. У Београду је завршио студије српске и свјетске књижевности. Био је главни уредник часописа Унеска за српско подручје, затим управник Дома омладине, те један од оснивача Завода за проучавање културног развитка. Од почетка распада Југославије 1991. године се бави прикупљањем и документовањем грађе о злочинима над Србима, а 1992. године оснива „Центар за истраживање злочина над српским народом“.
Постаје члан Сената Републике Српске 1996. године. До сада је објављено десетак његових радова на тему злочина над Србима током распада Југославије деведесетих година двадесетог вијека. Један је од чланова правног тима за одбрану бившег председника Републике Српске Радована Караџића.